# Stazione di Genova Pegli
La stazione di Genova Pegli è una stazione ferroviaria situata sulla linea Genova-Ventimiglia, nel quartiere genovese di Pegli. Di fianco alla stazione si trova l'ingresso della villa Durazzo-Pallavicini.

## Storia
Ignazio Pallavicini contribuì notevolmente a favorire l’urbanizzazione ottocentesca di Pegli, fino ad allora piccolo borgo di pescatori e marinai. Il marchese concesse alle ferrovie parte deI suoi terreni per la costruzione della tratta Genova-Voltri, di cui lui stesso era azionista. Lo fece sancendo un patto: che almeno per 100 anni tutti i treni transitanti sostassero alla fermata.
Nel 1926, in conseguenza dell'aggregazione a Genova dei comuni limitrofi, la stazione – allora denominata semplicemente "Pegli" – assunse la nuova denominazione di "Genova Pegli".

## Strutture e impianti

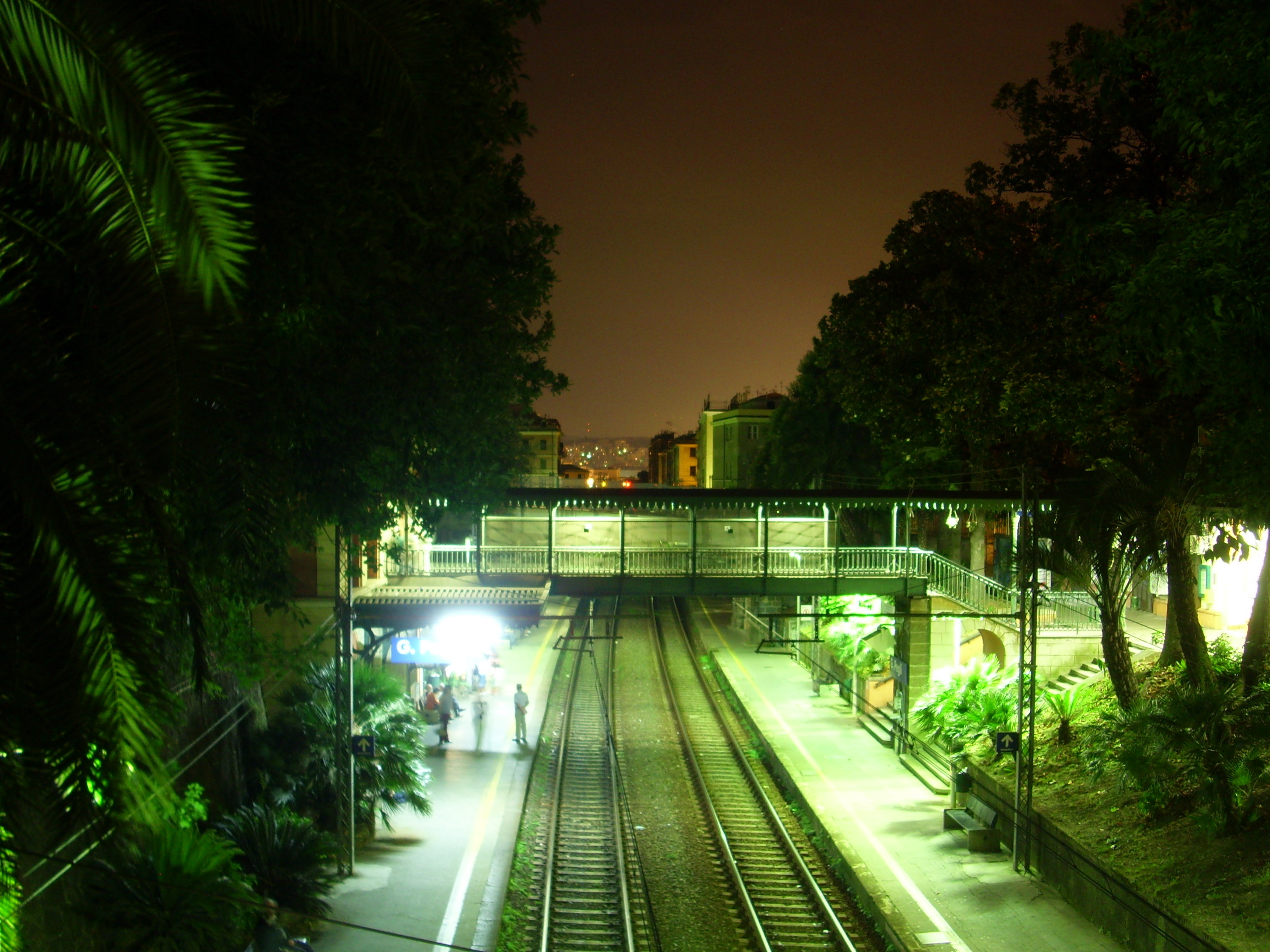
La stazione fotografata in notturna. Si notano la passerella sopraelevata e le numerose aree verdi

È servita solo da treni metropolitani e regionali. Dispone di due binari per il servizio viaggiatori collegati fra loro e con il fabbricato viaggiatori da una passerella coperta sopraelevata.
In passato era in funzione un magazzino merci, con un binario dedicato, ora definitivamente abbandonato.
Ha, inoltre, un binario tronco decentrato di raccordo con il deposito petrolifero della società Carmagnani di Multedo, Un tempo utilizzato e comandato dalla stazione di Genova Sestri Ponente Aeroporto.

## Movimento
Alla stazione fermano un discreto numero di treni regionali; nell'ambito del contratto di servizio stipulato da Trenitalia con la Regione Liguria, vi si ferma un treno ogni quindici minuti circa per senso di marcia, tutti ricadenti nel servizio ferroviario urbano di Genova.

## Servizi
La stazione dispone di:
- Biglietteria automatica
- Sala d'attesa
- Servizi igienici
- Bar
- Ascensore

Per quello che riguarda la categorizzazione delle stazioni, Rete Ferroviaria Italiana la considera di categoria silver.

## Interscambi
Nella strada a mare, posta a pochi metri di distanza dalla stazione, si trovano le fermate delle linee di autobus di AMT. Oltre a questo nei pressi della stazione (piazza A. Ponchielli) sono presenti il capolinea per altre linee.
Nella passeggiata a mare della delegazione, a circa 300 m dalla stazione, sono presenti gli scali del servizio Navebus, gestito sempre dall'AMT, che collega via mare il quartiere con l'area del porto antico di Genova, e dei battelli della Alimar, che organizza escursioni turistiche verso Camogli e le Cinque Terre.